# Litslebys hällristningar

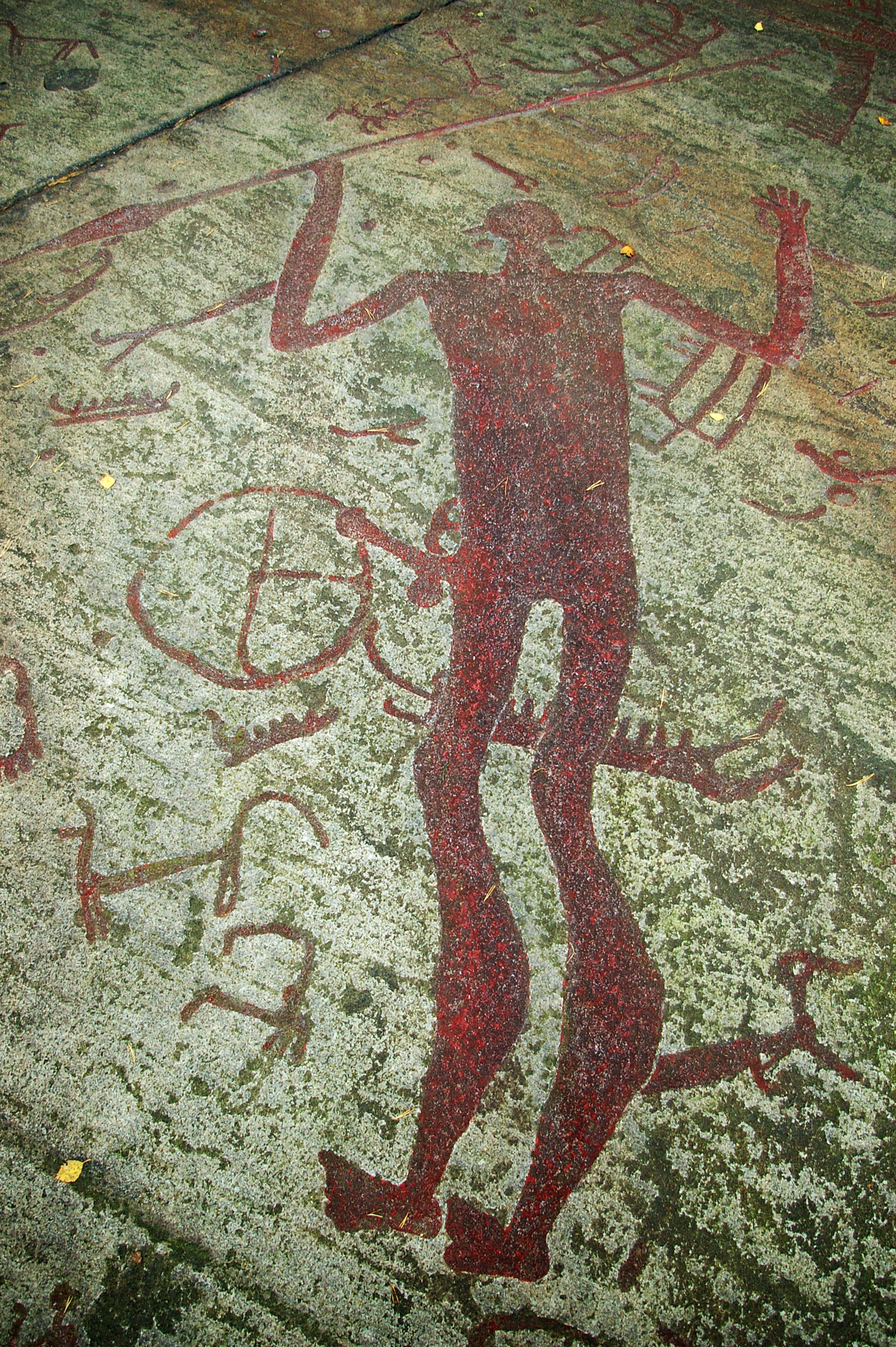
"Spjutguden", Litsleby.

Litslebys hällristningar i Tanums kommun, Bohuslän är daterade till den skandinaviska bronsåldern, närmare bestämt cirka 1800 – 1000 f.Kr. De ingår tillsammans med övriga närliggande hällristningsfält i hällristningsområdet i Tanum i Unescos världsarvslista över omistliga fornlämningar. 
Den stora ristningshällen ligger i dag mitt i skogen. Hällen uppvisar cirka 120 figurer, varav mer än 80 är båtar i form av paddelkanoter, och domineras helt av en spjutbärande man, 2,25 meter hög. Som brukligt i den skandinaviska bronsålderns hällristningsbilder är mannen tecknad med mycket litet huvud, en kraftig penis samt mycket breda vader. Enligt en teori är mannen en gud, troligen en tidig motsvarighet till asaguden Oden.
På ristningshällen kan man iakttaga ett bland hällristningar ofta förekommande fenomen, nämligen att man ristat figurer in i varandra. Detta förhållande visar att man ristat vid olika tidpunkter men också att man vid bildernas skapande uppenbart inte brydde sig om själva bakgrunden. Kanske var det själva skapandeprocessen som var viktig, inte det estetiska slutresultatet.
Cirka 100 meter österut ligger en mindre häll med ett antal krigare på hästar. Krigarna är utrustade med spjut och rektangulära sköldar. Ristningarna är daterade till äldre järnåldern, cirka 400-100 f.Kr., och har förmodligen gjorts vid ett och samma tillfälle.
|  |  |  |  |